# Glatens
Glatens è un comune francese di 67 abitanti situato nel dipartimento del Tarn e Garonna nella regione dell'Occitania.
In epoca medioevale nel territorio di Glatens sorgeva un castello, oggi distrutto.

## Società

### Evoluzione demografica
Abitanti censiti